# Dzmitrij Anatolevics Baha
Dzmitry Anatolyevich Baha (belaruszul: Дзмітрый Анатолевіч Бага; Bariszav, 1990. január 4. –) fehérorosz válogatott labdarúgó, a lett Liepāja játékosa.
A fehérorosz válogatott tagjaként részt vett a 2012. évi nyári olimpiai játékokon.
Bátyja a szintén labdarúgó Alekszej Anatoljevics Baha.

## Sikerei, díjai

### Klub
- BATE Bariszav
  - Fehérorosz bajnok: 2008, 2009, 2010, 2011, 2012, 2013, 2014, 2015, 2017, 2018
  - Fehérorosz kupa: 2010, 2015, 2020
  - Fehérorosz szuperkupa: 2010, 2011, 2013, 2014, 2015

### Válogatott
- Fehéroroszország U21
  - U21-es labdarúgó-Európa-bajnokság bronzérmes: 2011